# Amayas
Amayas es una localidad española del municipio de Tartanedo, perteneciente a la provincia de Guadalajara, en la comunidad autónoma de Castilla-La Mancha.

## Historia
Hacia mediados del siglo XIX, el lugar, por entonces con ayuntamiento propio, tenía contabilizada una población de 215 habitantes. Aparece descrito en el segundo volumen del Diccionario geográfico-estadístico-histórico de España y sus posesiones de Ultramar de Pascual Madoz de la siguiente manera:

AMAYAS: l. con ayunt. de la prov. de Guadalajara (16 leg.), part. jud. de Molina (4), aud. terr. y c. g. de Madrid (26), adm. de rent. y dióc. de Sigüenza (8): sit. en una elevada loma, con buena ventilacion y clima saludable; tiene 60 casas pequeñas sin alineacion alguna con suelo bastante áspero de pedriza: la consistorial es de igual clase; en ella está la cárcel, insegura é incómoda, y al mismo tiempo sirve de sala de escuela que desempeña el sacristan, y percibe 4 celemines de trigo por cada uno de los 12 niños que concurren, y lo pagan sus respectivas familias: la igl., que antiguamente era aneja de Hinojosa, se reedificó en el año de 1778, y fue erigida en parr. el de 1781, con curato perpetuo de oposicion, y está dedicada á San Martin: en los afueras hay una fuente que da bastante surtido al vecindario. Confina el térm. por N. con el de Villel de Mesa; E. el de Labros; S. Mochales; O. Anchuela del Campo: todos sus confines dist. poco mas de 1/2 hora, y solo el de la parte de Villel se aleja hasta una. Comprendo 1,600 fan. de tierra en cultivo, bastante monte de encina, sabina y roble y muchas corralizas de barda para encerrar los ganados: á 3/8 leg. NE. del l. se halla la ermita de Sta. Bárbara de regular construccion, sit. en una eminencia: aunque ningun arroyo le cruza, brotan algunos manantiales en diferentes puntos, cuyas aguas recogidas cuidadosamente en pequeñas balsas, sirven para abrevadero: el terreno es todo muy quebrado, alto y pedregoso, escepto las pequeñas cañadas que se cultivan, de cuyo total son 500 fan. de primera clase; 800 de segunda y 300 de tercera: los caminos corresponden á la naturaleza del suelo, y son veredas de pueblo á pueblo; el correo se recibe los domingos de cada semana en la estafeta de Molina por un cartero que se paga en union con los pueblos comarcanos. prod.: centeno, trigo, cebada, avena, guisantes; se mantiene algun ganado lanar, cabrio, vacuno, mular mayor y menor y de cerda, siendo notable el buen gusto de la carne de este último, que se atribuye á las muchas vívoras que so crian; y tambien perdices, ciervos y lobos. pobl.: 53 vec.; 215 alm.: cap. prod.: 1.703,580 rs.: imp.: 63,322: contr.: 2,314-33: presupuesto municipal: 1,200, del que se pagan 200 al secretario: se cubre con el prod. de la taberna y tienda de abaceria, que asciende á menos de 500 rs., y lo demas por repartimiento vecinal.
(Madoz, 1845, p. 236)

El municipio de Amayas desapareció en 1973, al ser incorporado, junto a los de Labros y Concha, al término municipal de Tartanedo.

## Demografía
| Gráfica de evolución demográfica de Amayas entre 1842 y 1970 |
| |
| Población de derecho según los censos de población del INE Población de hecho según los censos de población del INEEntre el censo de 1981 y el anterior, este municipio desaparece porque se integra en el municipio Tartanedo |

## Patrimonio

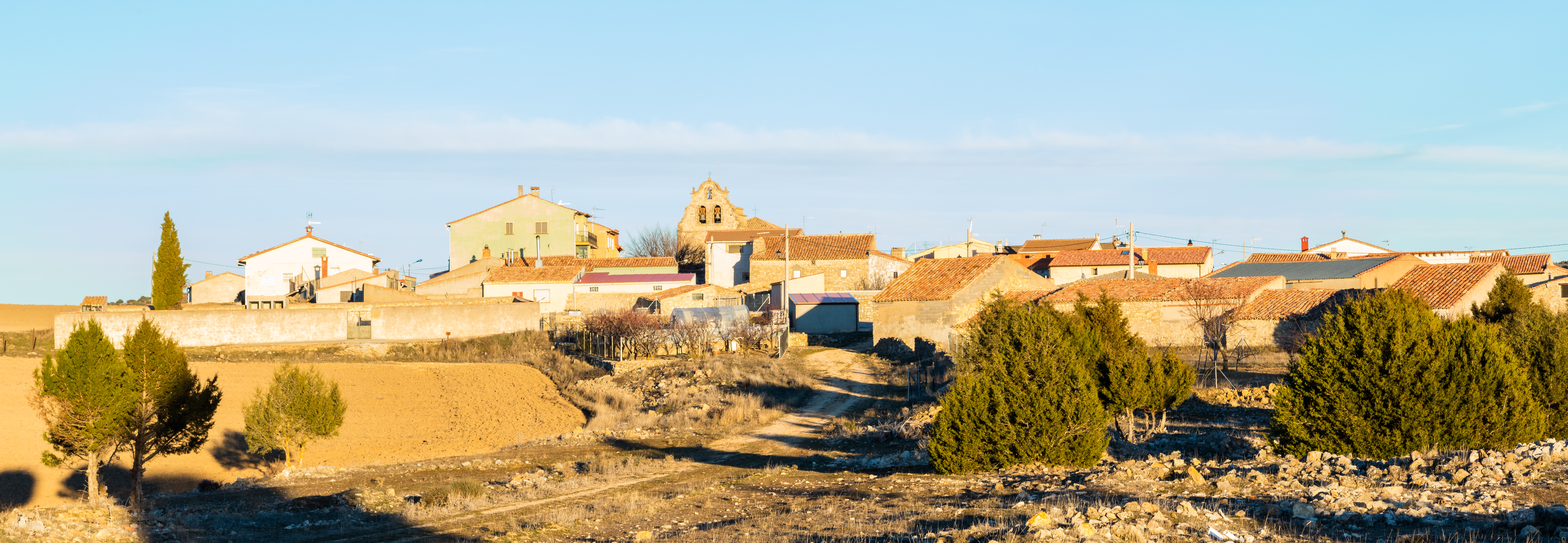
Vista de la localidad

En la localidad hay una iglesia parroquial, reedificada en 1778.

## Fiestas
Las fiestas en honor al patrón de Amayas, San Martín Obispo, se celebran el primer sábado de agosto, si no cae en día 1 y 2, en ese caso las fiestas pasarían a ser al siguiente fin de semana, si bien el día patronal es el 11 de noviembre.